# Mewa kanadyjska
Mewa kanadyjska (Chroicocephalus philadelphia) – gatunek średniej wielkości ptaka wędrownego z rodziny mewowatych (Laridae), zamieszkującego Amerykę Północną. Nie jest zagrożony.
TaksonomiaPrzez część systematyków gatunek ten umieszczany jest w rodzaju Larus. Nie wyróżnia się podgatunków.
MorfologiaDługość ciała 28–34 cm, rozpiętość skrzydeł 78–90 cm; masa ciała 170–230 g.
Skrzydła ostro zakończone. Ogon równo ścięty, głowa czarna. Obrączka oczna biała, wąska. Tułów biały. Lotki I rzędu czarno zakończone, płaszcz szary. Dziób ciemny; nogi czerwone. Zawsze na zewnętrznych lotkach I rzędu widać biały klin. W upierzeniu zimowym głowa biała z czarną plamą na pokrywach usznych, nogi różowe. Osobniki pierwszoroczne mają dziób czarnoczerwony, tylną krawędź skrzydeł czarną z białym obrzeżeniem. Widoczny także ciemny pasek na pokrywach skrzydłowych i ogonie.
Zasięg, środowiskoGniazda zakłada na drzewach iglastych w północno-zachodniej i północno-środkowej części Ameryki Północnej. Zimuje wzdłuż wybrzeży Pacyfiku na południe po Meksyk (stan Nayarit) oraz na wybrzeżach Atlantyku po Florydę i Wielkie Antyle, a podczas łagodnych zim od Wielkich Jezior po Zatokę Meksykańską. Sporadycznie zalatuje do Europy.
StatusIUCN uznaje mewę kanadyjską za gatunek najmniejszej troski (LC, Least Concern) nieprzerwanie od 1988 roku. W 2006 roku szacowano liczebność światowej populacji na 255–525 tysięcy osobników. BirdLife International ocenia trend liczebności populacji jako wzrostowy.